# Форма державного правління
Фо́рма держа́вного правлі́ння — спосіб організації верховної влади, який визначає систему її найвищих органів, порядок їх формування і особливості розподілу повноважень між ними, а також взаємовідносини з населенням держави.
Форма правління показує:
- яким чином утворюються вищі органи влади в державі,
- структуру вищих органів державної влади,
- які принципи лежать в основі взаємодії між органами державної влади,
- яким чином вибудовуються взаємовідносини між верховною владою і звичайними громадянами держави,
- котрою мірою організація державних органів дає можливість забезпечувати права людини[1]

## Історія поняття «форма правління»
Певний прорив в уніфікації терміну «форма правління» зробила Швеція, де вперше було вжито на офіційному рівні у 1772 р. прийнято акт, який визначав організацію державного механізму на рівні найвищих ланок і мав відповідну назву. Про форму правління як характеристику владної системи держави йшлося у Конституції Норвегії 1814 р., Португалії (1826 р.), Саксонії (1831 р.), Франції (1848 р.). У ХІХ ст. на понятійно-дефініційному рівні форма правління майже не досліджувалась, адже вироблене визначення влаштовувало теоретиків. У радянській юридичній науці поняття форми правління визначалося за допомогою різних підходів, ідеологічно зумовлених. У 60-80 рр. ХХ ст. радянські юристи визначились з поняттям «форми держави», котра складається з 3 компонентів — форми державного правління, форми державного устрою, форми політичного режиму. У 80-х рр. визначення набуває чіткого значення: «форма правління — це організація верховної державної влади, порядок утворення її органів та їх взаємовідносин з населенням». Традиційно в юридичній літературі виділяються дві форми правління — монархія й республіка. До цих двох основних форм включають і інакші форми, все ж ні одна із них не дістала загального визнання. Так склалось історично, що першою із новітніх форм державного правління постала парламентська монархія. Її поява пов'язана із рисами державного ладу Великої Британії, котрий склався в XVIII столітті. Президентську республіку вперше сформовано за Конституцією США 1787 року, а перша класична змішана республіканська форма правління бере початок від змісту положень Конституції Франції 1958 р.

## Ідеї щодо форми правління в період античності
Перші ідеї щодо форм державного правління були висловлені в основному Платоном, Гераклітом, Піфагором, Аристотелем і Цицероном, Полібієм
Платон, зокрема у творі «Політея», вирізняв три основні форми правління — монархію, аристократію і демократію, кожна з яких ділиться на дві форми. Монархія — це правління одного і може бути законною (цар) або насильницькою (тиран). Аристократія — правління небагатьох і може бути правлінням кращих і гірших (олігархія). Демократія — правління всіх і може бути законною або незаконною, насильницькою. Згадує Платон у своїх творах і «змішану» форму правління. Платон був ідеалістом і це значно вплинуло не тільки на його філософські, але й політико-правові погляди відносно сутності, так званої, «ідеальної держави», форм її устрою. Платон розглядав форму правління через призму вад і негараздів людської природи
Геракліт з Піфагором використали два поняття: «аристократія» та «демократія». Принципово новим для підходів Піфагора і Геракліта був вибір ними інтелектуального критерію для визначення терміна «аристократ». Під ним вони розуміють «найкращого», «благородного», а, відповідно, під аристократією — правління «найкращих», розумової, моральної, освіченої еліти, тобто «аристократію розуму, духу», а не «аристократію за кров'ю».
Аристотель розрізняв шість можливих форм правління: демократію, політею, аристократію, олігархію, монархію і тиранію. Деякі з них він оцінював позитивно: монархію, аристократію і політею (владу середнього класу, яка є поєднанням олігархії і демократії). Інші три, на думку мислителя, погані, звироднілі (тиранія, чиста олігархія і крайня демократія). Розглядаючи сильні і слабкі сторони різних типів державного правління, Аристотель висловлювався про бажаність поєднання кількох найкращих з його точки зору форм, тобто схилявся до ідеї «змішаного» правління.
Полібій стверджував, що будь-яка держава, як живий організм, проходить стадії розвитку і занепаду. Розвиток держави починається з найпростішої форми — монархії. Монархія — управління, засноване на праві, змінюється тиранією — управлінням, заснованим на силі. Тиранія, у свою чергу, переходить в аристократію, яка обумовлює, за висловом Полібія, період розквіту держави. Потім настає демократії, яка змінюється олігархією. Остання, зазнавши занепаду, перетворюється в охлократію.
Політичним ідеалом Цицерона щодо форми правління була аристократія. Він виділяв такі форми правління:
- царську владу — монархію (коли верховна влада знаходиться в руках однієї людини, яку називають царем, то такий державний лад є царською владою);
- владу оптиматів — аристократію (коли влада знаходиться в руках виборних осіб, то ця громадська община керується волею оптиматів);
- владу народу — демократію (народною ж, він вважав, є така община, де влада знаходиться в руках народу).

Цицерон у своїй праці «Держава» визначав республіку так: «res publica — res populi», що дослівно означає "держава — справа народу. Отже він визначав республіку як державу. Далі цю думку у своїх працях продовжили Н.Макіавеллі, Ж.Боден.

## Ідеї щодо форми правління у Новий час
На здобутки філософів і мислителів давнини спиралися дослідники окресленої проблеми
пізніше.
За доктриною Т. Гоббса (1588—1679 рр.), верховна влада є джерелом не тільки норм юридичних, а й моральних. Будь-яка форма правління, за Т. Гоббсом, є прийнятною настільки, наскільки вона забезпечує мир у державі. Відкидаючи олігархію, тиранію і змішану монархію як форми правління, Т. Гоббс зупиняється на монархії, демократії та аристократії. За демократії влада належить народу, за аристократії — оптиматам, за монархії — монарху. Але, як вважав Т. Гоббс, найкращою формою правління є абсолютна монархія, оскільки її переваги відносно інших підтверджуються хоча б тим, що навіть демократичні та аристократичні уряди в найбільш складній ситуації — під час війни, надають владу, як правило, одній особі.
Англійський філософ — Д. Локк (1632—1704 рр.), автор праці «Два трактати про правління»(1690 р.), вважав, якщо владу здійснюють обрані більшістю народу, то це — демократія. Якщо законодавча влада перебуває в руках небагатьох обраних осіб — це олігархія. Якщо законодавча влада зосереджена в руках одного, то це — монархія. За філософсько-правовим обґрунтуванням Д. Локка, форма правління залежить від того, в чиїх руках перебуває законодавча влада.
Ш. Монтеск'є у трактаті «Про дух законів» він визначав три форми правління — республіканську, монархічну і деспотичну. Республіканська форма правління — верховна влада перебуває в руках або всього народу, або його частини; монархічна — за якої править одна людина, але за допомогою встановлених і незмінних законів; деспотична — вся влада, поза всякими законами і правилами, здійснюється волею і свавіллям однієї особи.
Ж.-Ж. Руссо (1712—1778 рр.) вважав, що суспільства, які існують, не відповідають змісту справжнього суспільного договору. Він розробив учення про народний суверенітет. «Я стверджую, — зазначав Руссо, — що суверенітет, який є тільки здійсненням загальної волі, не може відчужуватися». Принцип невідчужуваності суверенітету, дійшов висновку Руссо, заперечує представницьку форму правління.
Німецький філософ І. Кант класифікуючи форми правління, він групував їх за двома ознаками: 1) чисельністю суб'єктів законодавчої влади і 2) характером реалізації принципу поділу влади. За найкращу І. Кант вважав найпростішу форму правління це автократія (абсолютна монархія), як найбільш проста форма. Тому за І. Кантом, демократія — найгірша форма правління, як найбільш складна.
За Г. В. Ф. Гегелем (1770—1831 рр.), у державі існують: законодавча влада, урядова влада і влада господаря. Він вважав положення про рівноправність гілок влади та їх взаємне обмеження невірним, оскільки за такого підходу передбачається ворожість і протидія кожної з гілок влади щодо інших, їх побоювання одна одної. У цілому свій політичний ідеал — конституційну монархію.
Республіку як форму правління починають визначати тільки після соціальних революцій. Тільки в цей час її розуміють як створену народом державу, соціальне призначення якої є забезпечення загальних інтересів.

## Сучасне розуміння
У іноземній науковій традиції під час формулювання класифікаційного критерію чільне місце займає поєднання форми державного правління і політичного режиму. Виходячи з вищевикладеного, форми державного правління можуть бути виділені до конкретного виду, зокрема, і з врахуванням політичної дійсності здійснення влади. К. Левенштейн, порівнюючи терміни «форма державного правління» і «політичний режим», окреслює:
- в широкому розумінні — теократія, абсолютизм, конституціоналізм, колективізм і фашизм;
- у вузькому — демократичний конституціоналізм і абсолютизм.

Для політичної системи демократичного конституціоналізму притаманні наступні форми правління:
- безпосередня демократія;
- конвент (відповідно до конституції французької революції);
- парламентська форма правління, котра в свою чергу ділиться на 2 підгрупи з домінуванням представницького органу та уряду (кабінетна форма правління);
- президентська форма правління;
- директорія (Швейцарія)[3]

Досить велику увагу класифікації форм правління присвячують французькі державознавці. Так, М. Дюверже, посилаючись на стан стосунків між вищими органами державної влади, виділяє форми державного правління, засновані на:
- спільності державної влади (за взірець він бере абсолютну монархію й політичну диктатуру);
- поділі влади (президентська республіка в США);
- співробітництві гілок влади (конституційна монархія Великої Британії й парламентські республіки материкової Європи).

За протилежною систематизацією учений поділяє їх на:
- безпосередню демократію, за котрою голова виконавчої влади (він же глава держави) обирається безпосередньо громадянами;
- представницьку демократію, за котрою голова виконавчої влади громадянами безпосередньо не обирається, а остання, на його точку зору, побутує не тільки в США, а й у Великій Британії, де парламентські вибори синхронно є й виборами прем'єр-міністра — фактичного глави держави.[4]

У теперішній юридичній літературі побутують 2 протилежні підходи до тлумачення терміна «форма правління» — вузький і широкий, які мали місце в радянській правознавчій доктрині в 60-70-х роках ХХ cт. Прихильники вузького підходу при тлумаченні цього поняття конститутивним називають правове становище вищого органу державної влади — глави держави. Ця позиція відображає критерій виключно традиційного розподілу форми державного правління на монархію й республіку. Автором широкого підходу уважають чеського державознавця Й. Благожа, який форму правління розглядав як організацію верховної влади в державі, що окреслюється джерелом влади й правилами стосунків органів влади між собою і з населенням, а також ставленні населення до державної влади й характері та структурі центральних органів держави та їх взаємодію. Він висунув пропозицію до поняття «форма правління» вводити взаємовідносини:
- між державою й населенням,
- між вищими державними органами,
- між цими органами й осередками економічної й політичної влади, а так само політичне оточення, в котрому реалізуються ці взаємовідносини.[5]

Одним із вагомих критеріїв у систематизації форм державного правління традиційно визнається система заміщення посади глави держави. Утім на теперішньому етапі такий порядок набув формальної природи. Як аргумент можна вказати рівний правовий статус глав держав з парламентською формою правління, коли одні з них успадковують цю посаду (парламентська монархія), а інші на неї обираються (парламентська республіка). Таким чином, система заміщення посади глави держави на певному історичному періоді (майже до початку XX ст.) була одним з тих головних чинників, котрі описували суть форми державного правління. Але він втратив своє попереднє першочергове значення. Суттєвим для поділу форм державного правління на цьому історичному періоді є не статус глави держави і яким шляхом він заміщає цю посаду, а те, на яких принципах будується вся система вищих органів держави і як відбувається правління в ній.
Декотрі сьогочасні учені теоретики права і держави підкреслюють, що до форми правління в широкому значенні слід віднести і органи місцевого самоврядування, саме тому, що за державницькою теорією зазначені втілюють в життя державну владу на місцях, а за теорією муніципального дуалізму на них покладено окремі (делеговані) державно-владні функції.
Варто уточнити значення категорії «форма правління». У зв'язку з тим, що форма правління розглядається у контексті саме як політико-правова категорія, а її елементами виступають органи державної влади, доцільно користуватися поняттям «форма державного правління».

## Основні форми державного правління
Наука виділяє дві основні форми державного правління: республіку і монархію.

### Республіка
Республіка — це форма правління, за якої вищі органи державної влади обираються безпосередньо народом на певний термін.
Ознаки, притаманні республіці:
1. виборність вищих органів держави народом безпосередньо, або опосередковано,
2. строковість повноважень,
3. відповідальність вищих органів держави перед народом або вищим представницьким органом,
4. верховенство НПА, які видаються вищими представницькими органами держави,
5. змінюваність вищих посадових осіб і державних установ у результаті виборів.

В історії існували різні види республік: афінська демократична, спартанська демократична, римська аристократична, феодальні міста — республіки, буржуазно-демократичні, соціалістичні та інші.
На сьогоднішній день, сучасні республіки поділяють на парламентські, президентські і змішані (президентсько-парламентські або парламентсько-президентські).
Досить значна кількість парламентських республік зосереджуються у Європі, де верховна влада належить обраному народом органу — парламенту, який в свою чергу формує всі інші органи державної влади (до таких республік відносяться Італія, ФРН, Австрія, Індія, Угорщина, Чехія, Греція та ін..). У країнах, де в парламенті є стійка більшість, парламентська модель функціонує у вигляді міністеріалізму, коли уряд за допомогою контрольованої ним більшості впливає на парламент (Німеччина). Іноді, парламентська республіка може бути нестабільною, прикладом може слугувати Італія, в якій після другої світової війни змінилося більше 60 урядів.
До президентських республік, які характеризуються значною роллю президента в системі органів державної влади, можна віднести США, Аргентину, Мексику, Іран, Бразилію, Швейцарію.
Позитивними якостями президентських республік є те, що президент в таких республіках виступає символом та механізмом реалізації загальнодержавних ідей. Президентська система правління теж не є ідеальною, оскільки президент може не мати достатньої підтримки парламенту для втілення в життя своєї програми, і навпаки за допомогою права вето може перешкодити парламентові схвалити альтернативні ініціативи.
Внаслідок різноманітних чинників з'являються змішані форми державного правління, що поєднують ознаки парламентських і президентських республік — президентсько-парламентські і парламентсько-президентські.
В президентсько-парламентських республіках, президент консолідує в своїх руках більш широкі функції у формуванні виконавчої влади та контролі за її діяльністю ніж парламент. У таких республіках президент хоча і не є керівником уряду, але він може надавати йому керівні вказівки, головувати на його засіданнях. До президентсько-парламентських республік відносять Францію, Росію та ін.
У парламентсько-президентських республіках влада президента на формування і роботу уряду обмежена компетенцією парламенту у цій сфері. До парламентсько-президентських відносять Румунію, Чорногорію, Монголію та ін.

### Монархія
Монархія — форма державного правління, за якої вища державна влада фактично або формально консолідується в руках однієї особи (монарха), і, як правило, передається у спадок.
Монархія характеризується такими ознаками:
1. Главою держави є монарх.
2. Влада, як правило, передається у спадок і зберігається пожиттєво.
3. Монарх уособлює вищу державну владу за власним правом, а не в порядку делегування від народу.
4. Монарх є непідлеглим будь-яким іншим суб'єктам влади.
5. Монарх не несе конкретної політичної і юридичної відповідальності за результати свого правління.

В сучасній науці виокремлюють необмежену і обмежену монархію.

## Нетипові форми правління
В окремих країнах доволі ефективно функціонують так звані нетипові форми державного правління. В таких державах можна прослідкувати тенденцію поєднання рис республіки і монархії (Малайзія), абсолютної і конституційної монархії (Кувейт), президентської та парламентської республіки (Колумбія).
Нетипові форми правління — модифіковані форми правління, котрі поєднують в собі першорядні риси декількох «класичних» форм правління.
Виокремлюють наступні неоднорідні види нетипових форм правління:

### Виборна монархія
Виборна монархія — схожа монархія має першорядну республіканську рису — систематичну виборність очільника країни, а усе-таки їм не може бути обраний будь-який громадянин, що задовольняє виборчим кваліфікаціям і вимогам для президента, а тільки один з декількох монархів — керівників складових елементів федерації. Подібна нетрадиційна форма правління існує в ОАЕ та Малайзії, котрі за власним державним ладом є федераціями, при цьому кожна із складових елементів являють собою спадкові монархії. Глава держави в цілому формуються шляхом виборів між монархами, що очолюють той чи інший суб'єкт федерації.

### Суперпрезидентська республіка
Суперпрезидентська республіка — в сучасному світі в умовах тоталітарних ладів з'явилися республіки, яким характерний ґрунтовний елемент монархії — незмінюваність глави держави. Глава держави у подібній республіці може юридично обиратися, може призначатися, але реально народ у формуванні глави держави участі не бере, наприклад, Російська Федерація, Республіка Білорусь та Азербайджан.

### Теократична республіка
Теократична (грец. θεοκρατία — боговладдя) республіка — специфічна форма республіки, де править духівництво, наприклад мусульманське поєднує в собі центральні риси традиційного ісламського Халіфату і риси сучасного республіканського ладу. В Ірані, наприклад, відповідно до Конституції 1979 главою держави є Рахбар — вища духовна особа.

### Некласичні республіки
Некласичні республіки — це специфічні форми правління, котрі поєднують в собі сучасні риси неоднорідних форм та мають «неповторний» характер. Схожу оригінальну форму правління має Швейцарія. Уряд (Федеральна Рада) призначається парламентом (Федеральними Зборами) і підзвітний йому, утім політична відповідальність уряду перед парламентом конституційно не передбачена, отже державний режим, швидше за все, дуалістичний, а не парламентарний. Так само, країною з доволі нетиповим виглядом форми правління є Ізраїль. Вищим законодавчим органом є однопалатний парламент — Кнесет (саме він обирає президента). Президент має чисто представницькі функції. Уряд Ізраїлю представлений кабінетом міністрів. Він є центральним виконавчим органом в системі державної влади, а його глава — прем'єр-міністр (обирається безпосередньо народом) — фактично головною посадовою особою країни, яка визначає внутрішню та зовнішню політику.

## Проблеми сучасної термінології
У сучасній юридичній науці виділяють такі форми правління — монархія (влада одного), республіка (влада закону; за Ж.-Ж. Руссо).
Паралельно у сучасній науці виділяють альтернативне поняття поліархії.
Поліархію характеризують як протилежну монархії форму правління. Уведення терміна «поліархія» сприяло б усуненню дисбалансу між поняттями «монархії» та «республіки». По-перше, використання терміна «поліархія» замість «республіка» усунуло розбіжності у мовному походженні (поліархія грецького походження — мова державознавства; республіка — латинського — мова правознавства). По-друге, усувається дисбаланс між первинним змістом понять: монархія — влада походить від одного суб'єкта, поліархія — від багатьох.